# Élections législatives mauriciennes de 2010
Les élections législatives mauriciennes de 2010 sont une élection législative à Maurice se tenant le 5 mai 2010.